# 芒孢堆黑粉菌
芒孢堆黑粉菌（学名：Sporisorium miscanthi）是属于黑粉菌目黑粉菌科孢堆黑粉菌属的一种真菌，寄生在荻上。该种分布于中国。